# Heliotropium vierhapperi
Heliotropium vierhapperi är en strävbladig växtart som beskrevs av Oskar Schwartz. Heliotropium vierhapperi ingår i Heliotropsläktet som ingår i familjen strävbladiga växter. Inga underarter finns listade i Catalogue of Life.